# Zagor
Zagor es una historieta italiana de la casa Sergio Bonelli Editore, creado en 1961 por Sergio Bonelli, con el seudónimo de Guido Nolitta, y a los lápices Gallieno Ferri. Representa uno de los tarzánidos más célebres de Italia.
Sus aventuras presentan elementos del cómic del Oeste, de aventuras y fantástico, con nativos americanos y bandidos, extraterrestres, Thuggee, Vikingos, vampiros, hombres lobo y otros personajes, reales o imaginarios. 
En España, fue publicado por Buru Lan Ediciones a partir de 1971 y por Ediciones Zinco a partir de 1982. Actualmente lo publica Aleta Ediciones.

## Argumento y personajes

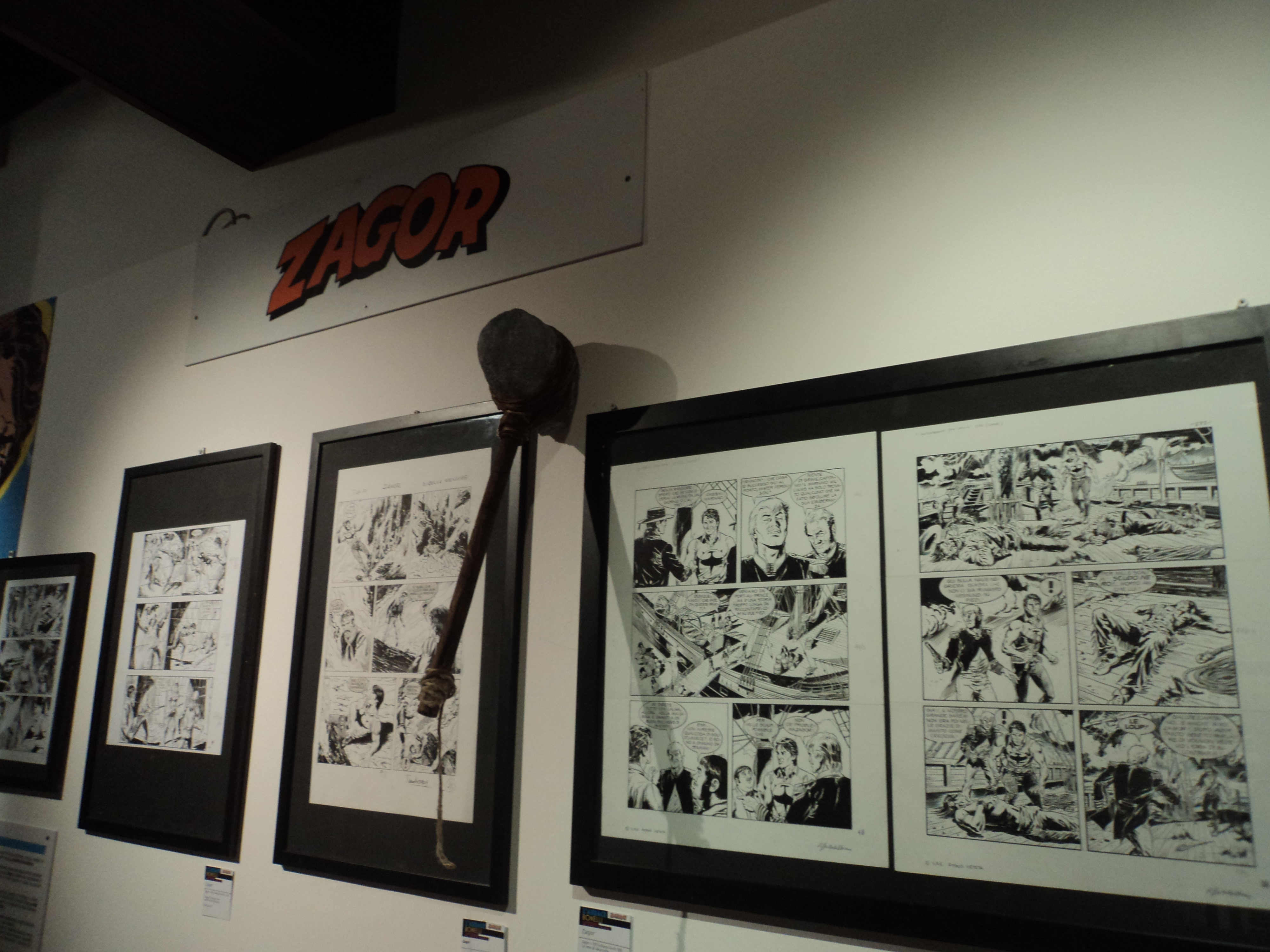
Tablas originales de Zagor con un modelo de su hacha.

El protagonista es Patrick Wilding, un hombre justo y valiente, dotato de extraordinarias fuerza y habilidad física, que vive en la primera mitad del siglo XIX en Darkwood, un bosque imaginario del Nordeste de Estados Unidos. Los nativos creen que es un ser sobrenatural y lo apodan Za-gor-te-nay, o más sencillamente Zagor, un término (ficticio) que en lengua algonquina significa "el Espíritu con el Hacha".
Armado de pistola y hacha, Zagor lucha contra todo lo que pueda poner en riesgo la paz en la región de Darkwood. 
Su mejor amigo y complemento cómico es el mexicano Cico. Comparte su mundo también con otros compañeros de aventuras como Tonka, Digging Bill, Guitar Jim, Icaro La Plume, Bat Batterton, Satko o Frida Lang. Su enemigo principal es Hellingen, un malvado científico loco.

## Crossovers
Zagor comparte el mismo universo narrativo con otros personajes de la editorial Bonelli: Mister No, Martin Mystère, Dylan Dog, Nathan Never y Legs Weaver. Ha sido protagonista de cuatro cruces: el primero con Dragonero (julio de 2015), el segundo con Brad Barron (diciembre de 2018), y los últimos dos con Tex Willer (diciembre de 2021 y 2023).
En 2021, en el marco de una colaboración entre Bonelli y DC Comics, fue publicado un crossover con Flash.

## Autores

### Guionistas

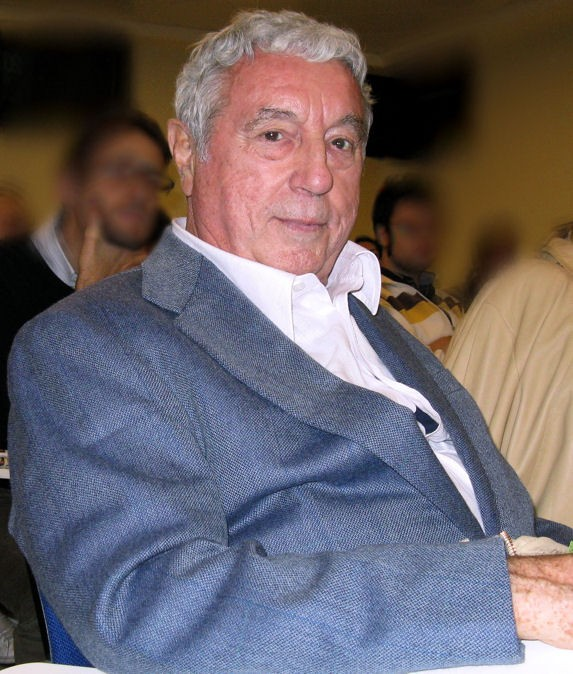
El creador de Zagor, Guido Nolitta (seudónimo de Sergio Bonelli).

Sergio Bonelli (Guido Nolitta), Roberto Altariva, Luca Barbieri, Lorenzo Bartoli, Adriano Barone, Gian Luigi Bonelli, Mauro Boselli, Moreno Burattini, Diego Cajelli, Decio Canzio, Ade Capone, Giorgio Casanova, Alfredo Castelli, Andrea Cavaletto, Maurizio Colombo, Gabriella Contu, Ottavio De Angelis, Paolo Di Orazio, Giovanni Eccher, Tito Faraci, Giorgio Giusfredi, Stefano Marzorati, Samuel Marolla, Cesare Melloncelli, Luigi Mignacco, Francesco Moretti, Daniele Nicolai, Diego Paolucci, Giorgio Pelizzari, Mirko Perniola, Giorgio Pezzin, Stefano Priarone, Renato Queirolo, Jacopo Rauch, Alessandro Russo, Tiziano Sclavi, Aldo Siciliano, Vittorio Sossi, Francesco Testi, Bepi Vigna, Antonio Zamberletti.

### Dibujantes
Gallieno Ferri, Lola Airaghi, Stefano Andreucci, Emanuele Barison, Dante Bastianoni, Franco Bignotti, Paolo Bisi, Giuseppe Candita, Gaetano Cassaro, Gaspare Cassaro, Alessandro Chiarolla, Enzo Chiomenti, Luca Corda, Mario Cubbino, Roberto D'Arcangelo, Raffaele Della Monica, Franco Devescovi, Domenico y Stefano Di Vitto, Franco Donatelli, Maurizio Dotti, Nando y Denisio Esposito (Esposito Bros.), Giovanni Freghieri, Francesco Gamba, Oliviero Gramaccioni, Bane Kerac, Mauro Laurenti, Marcello Mangiantini, Carlo Raffaele Marcello, Joevito Nuccio, Pierpaolo Pelò, Michele Pepe, Massimo Pesce, Luigi Piccatto, Alessandro Piccinelli, Giuliano Piccininno, Roberto Piere, Renato Polese, Luca Pozza, Giuseppe Prisco, Michele Rubini, Fabrizio Russo, Oscar Scalco (Oskar), Gianni Sedioli, Giorgio Sommacal, Romeo Toffanetti, Marco Torricelli, Enzo Troiano, Sal Velluto, Walter Venturi, Marco Verni, Stefano Voltolini.